# Xanthorhoe atrofasciaria
Xanthorhoe atrofasciaria là một loài bướm đêm trong họ Geometridae.